# Włodzimierz Bielicki
Włodzimierz Bielicki, ps. Wowo Bielicki (ur. 16 stycznia 1932 w Warszawie, zm. 24 października 2012 tamże) – polski scenograf i impresario, aktor i reżyser. Współtwórca kabaretu Bim-Bom oraz Teatrzyku To-Tu.

## Życiorys

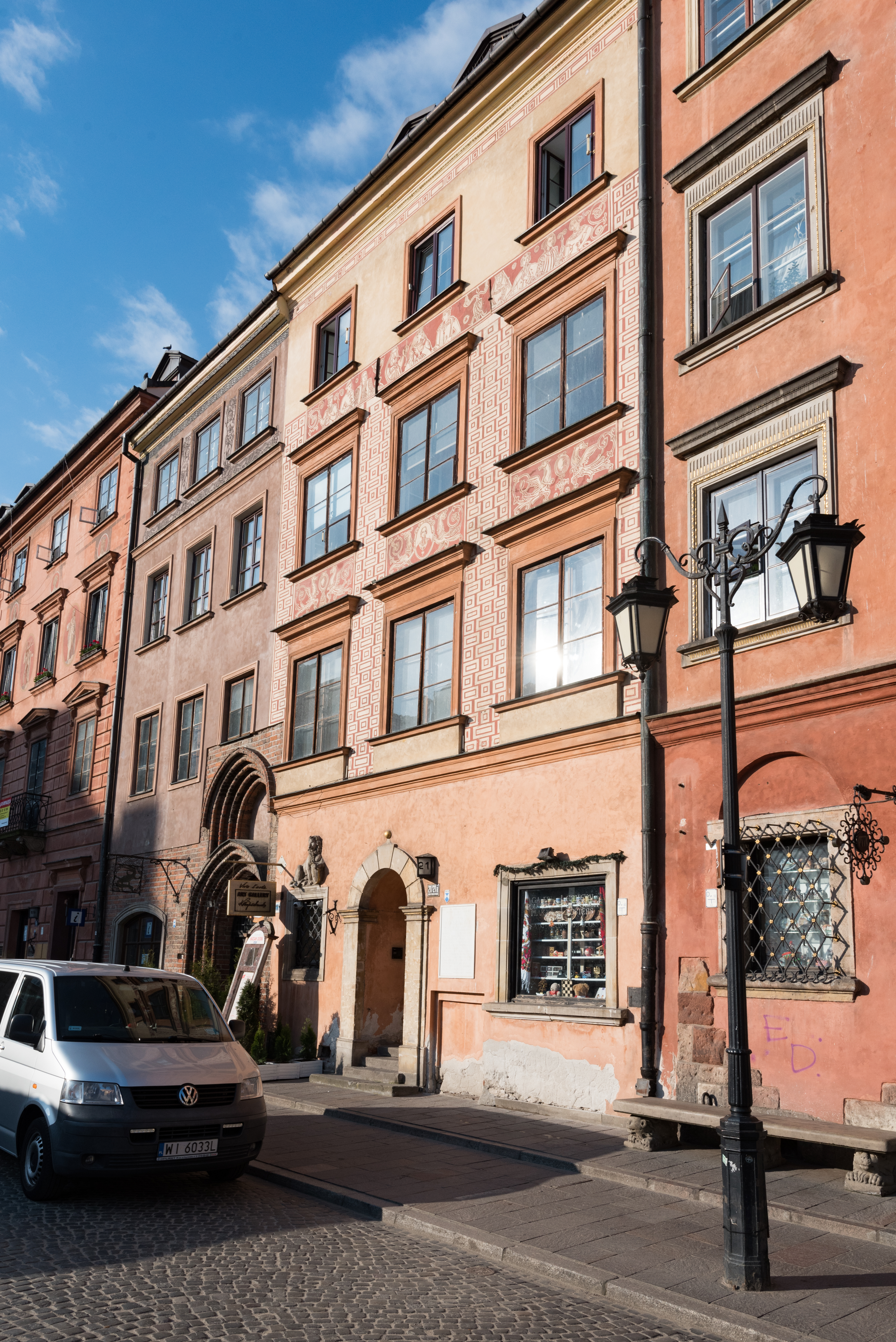
Kamienica Klucznikowska w Warszawie, w której mieszkał Wowo Bielicki (2017)

Pochodził z rodziny muzyków i kompozytorów. Syn Stanisława (1900–1974) i Magdaleny z Zaleskich h. Dołęga (1903–1974), młodszy brat Elżbiety (ur. 1931). Ukończył studia na Wydziale Malarstwa Wyższej Szkoły Sztuk Plastycznych w Gdańsku, studiował tamże w latach 1952–1959 u Juliusza Studnickiego. W latach 60. scenograf w Państwowej Operze i Filharmonii Bałtyckiej. W latach 1988–2000 był dyrektorem Teatru im. Jerzego Szaniawskiego w Wałbrzychu. Mieszkał w Warszawie przy Rynku Starego Miasta 21a/11. Wspólnie z Grażyną Hase realizował program telewizyjny „Muzyka i moda”.
Był członkiem Stowarzyszenia Dziennikarzy Polskich, Związku Autorów i Kompozytorów oraz  członkiem Związku Artystów Scen Polskich.
Był czterokrotnie żonaty. Pierwszą żoną była Monika Dzienisiewicz, drugą Grażyna Hase (od lutego 1967), trzecią Krystyna Sokołowska, z którą miał syna Piotra (ur. 1980), a czwartą Joanna Łozińska, z którą miał synów Karola (ur. 1983) i Jerzego (ur. 1984).
Zmarł w Warszawie, pochowany 5 grudnia 2012 na cmentarzu Powązkowskim (kwatera 285-5-20,21).

## Wybrana filmografia

### Aktor
- 1960 – Do widzenia, do jutra
- 1965 – Walkower
- 1966–1968 –  Klub profesora Tutki (serial telewizyjny, odc. 13)
- 1991 – Szuler (Cheat)
- 1992 – Europejska noc (European Night)

### Scenograf
- 1965 – Tatarak (film 1965)

## Odznaczenia
- Srebrny Krzyż Zasługi (1969)
- Odznaka 1000-lecia Państwa Polskiego (1967)
- Odznaka „Zasłużony Działacz Kultury” (1969)

## Nagrody
- 2007: Nagroda Prezydenta Miasta Gdańska w Dziedzinie Kultury z okazji jubileuszu 50-lecia Klubu Żak[11]